# Otis (Colorado)
Otis é uma cidade  localizada no estado americano de Colorado, no Condado de Washington.

## Demografia
Segundo o censo americano de 2000, a sua população era de 534 habitantes.
Em 2006, foi estimada uma população de 509, um decréscimo de 25 (-4.7%).

## Geografia
De acordo com o United States Census Bureau tem uma área de
1,1 km², dos quais 1,1 km² cobertos por terra e 0,0 km² cobertos por água. Otis localiza-se a aproximadamente 1329 m acima do nível do mar.

## Localidades na vizinhança
O diagrama seguinte representa as localidades num raio de 56 km ao redor de Otis.